# Emile-Marie-Hyacinthe Barazer de Lannurien
Émile-Marie-Hyacinthe Barazer de Lannurien, francoski general, * 2. junij 1876, Nantes, † 8. marec 1954, Pariz.